# Список песен Игоря Крутого
Список песен Игоря Крутого — советского и российского композитора, продюсера, пианиста, певца.
| Название песни                         | Исполнитель                                              | Автор текста               |
| -------------------------------------- | -------------------------------------------------------- | -------------------------- |
| Авиапочта                              | Лариса Долина                                            | Давид Усманов              |
| Акапулько                              | Лайма Вайкуле                                            | Виктор Пеленягрэ           |
| Ангел-хранитель мой                    | Ирина Аллегрова                                          | Игорь Николаев             |
| Бабы-стервы                            | Ирина Аллегрова                                          | Симон Осиашвили            |
| Буду ждать                             | Александр Серов                                          | С. Крылов                  |
| Буду я любить                          | Сливки / Natan & Алсу                                    | Сергей Алиханов            |
| В море ходят пароходы                  | Синяя птица                                              | Игорь Шаферан              |
| Ветка каштана                          | Игорь Крутой и Лайма Вайкуле                             | Евгений Муравьев           |
| Вишнёвая любовь                        | Николай Басков, Филипп Киркоров                          | Михаил Гуцериев            |
| Ворованная ночь                        | Александр Серов, Стас Михайлов                           | Сергей Бесчастный          |
| Где же ты?                             | Алекса, Анжелика Варум, Artik & Asti и Артём Качер, Алсу | Ирина Секачёва             |
| Горе-надежда                           | Дмитрий Хворостовский                                    | Лилия Виноградова          |
| Гостиница Разгульная                   | Александр Буйнов                                         | Игорь Николаев             |
| В добрый путь                          | Ёлка, Диана Арбенина, Игорь Крутой                       | Диана Арбенина             |
| Дождливый вечер                        | Лариса Долина                                            | Л. Калюжная                |
| Донкихоты                              | Александр Серов                                          | А. Курзенков               |
| Её высочество                          | Ирина Аллегрова                                          | Евгений Муравьёв           |
| Живи спокойно, страна                  | Алла Пугачёва, LOBODA                                    | Лариса Рубальская          |
| Занавес                                | Ирина Аллегрова, Валерий Леонтьев                        | Илья Резник                |
| Затерянный берег                       | Игорь Крутой                                             | Константин Арсенев         |
| Зеркала                                | Ани Лорак                                                | Константин Арсенев         |
| Золотая рыбка                          | Вадим Байков                                             | Наталья Пляцковская        |
| Зона                                   | Алла Пугачёва                                            | Алла Пугачёва              |
| Имя твоё                               | Ирина Аллегрова                                          | Марина Цветаева            |
| Каждый день с тобой                    | Кристина Орбакайте, Лариса Долина                        | Симон Осиашвили            |
| Как ты прекрасна                       | Игорь Крутой                                             | Игорь Николаев             |
| Как быть                               | Владимир Пресняков                                       | А. Косарев                 |
| Лунная тропа                           | Вадим Байков, Алекса, Алсу                               | Константин Арсенев         |
| Любовь-беда                            | Алексей Глызин                                           | Римма Казакова             |
| Любовь, похожая на сон                 | Алла Пугачева                                            | Валерия Горбачёва          |
| Любовь уставших лебедей                | Димаш Кудайберген / Лара Фабиан                          | Михаил Гуцериев            |
| Мадонна                                | Александр Серов                                          | Римма Казакова             |
| Мой XX век                             | Валерий Леонтьев                                         | Аркадий Арканов            |
| Мой друг                               | Игорь Крутой и Игорь Николаев                            | Игорь Николаев             |
| Мой первый день                        | Ольга Кормухина                                          | Римма Казакова             |
| Монолог                                | Ирина Аллегрова                                          | Виктор Пеленягрэ           |
| Москва слезам не верит                 | Игорь Крутой Михаил Шуфутинский                          | Игорь Николаев             |
| Московское такси                       | Михаил Шуфутинский                                       | Константин Арсенев         |
| Мосты                                  | Маша Распутина / Лариса Долина                           | Игорь Николаев             |
| Мы так нелепо разошлись                | Филипп Киркоров                                          | Карина Филиппова-Диодорова |
| На Ордынке                             | Вадим Байков                                             | Леонид Фадеев              |
| Навсегда                               | Юрий Титов, Владимир Пресняков                           | Евгений Курицын            |
| Над пропастью во ржи                   | Ирина Аллегрова                                          | Игорь Николаев             |
| Начистоту                              | Emin, Сосо Павлиашвили                                   | Игорь Николаев             |
| Незаконченный роман                    | Игорь Крутой и Ирина Аллегрова                           | Константин Арсенев         |
| Один билет                             | Валерий Леонтьев                                         | Николай Зиновьев           |
| Олимпийский вальс                      | Аида Гарифуллина                                         | Игорь Николаев             |
| Осень                                  | Игорь Крутой и Ирина Аллегрова                           | Леонид Дербенёв            |
| Острова любви                          | Александр Буйнов                                         | Леонид Фадеев              |
| Отец                                   | Игорь Крутой                                             | Сергей Романов             |
| Отпусти меня                           | Валерия                                                  | Елена Стюф                 |
| Папа, мама                             | А’Студио                                                 | Р. Джанибеков              |
| Письма издалека                        | Алексей Глызин                                           | Игорь Николаев             |
| Понарошку                              | Юрий Титов, Сергей Лазарев                               | И. Секачёва                |
| Приглашение на закат                   | Алла Пугачёва                                            | Алла Пугачёва              |
| Прости и прощай                        | Александр Серов                                          | Роберт Рождественский      |
| Пусть тебе приснится Пальма де Майорка | Игорь Крутой, Михаил Шуфутинский                         | Леонид Фадеев              |
| Радость моя                            | Филипп Киркоров                                          | Игорь Николаев             |
| Разве ты любил                         | Ани Лорак                                                | Игорь Николаев             |
| Речной трамвайчик                      | Алла Пугачёва                                            | Евгений Муравьёв           |
| Свадебные цветы                        | Ирина Аллегрова                                          | Игорь Николаев             |
| Снится сон                             | Ани Лорак                                                | Игорь Николаев             |
| Спорт — твой друг                      | Александр Серов                                          | Леонид Дербенёв            |
| Сокровища Чёрного моря                 | Валерий Леонтьев                                         | Константин Арсенев         |
| Столик на двоих                        | Игорь Крутой и Ирина Аллегрова                           | Игорь Николаев             |
| Судьбе назло                           | Александр Серов                                          | Римма Казакова             |
| Третье сентября                        | Михаил Шуфутинский                                       | Игорь Николаев             |
| Ты меня любишь                         | Александр Серов, Ани Лорак                               | Римма Казакова             |
| Уезжай                                 | Игорь Николаев                                           | Игорь Николаев             |
| Улица любви                            | Лайма Вайкуле                                            | Константин Арсенев         |
| Уходит праздник                        | Звёзды «Новой волны 2021»                                | Игорь Николаев             |
| Шарманка                               | Николай Басков                                           | Виктор Пеленягрэ           |
| Элизабет                               | Михаил Шуфутинский                                       | Сергей Бесчастный          |
| Я люблю тебя до слёз                   | Александр Серов                                          | Игорь Николаев             |
| Я выйду замуж за еврея                 | Кабаре-дуэт «Академия»                                   | Лилиана Воронцова          |
| Я позабыл твоё лицо                    | Валерий Леонтьев                                         | Константин Арсенев         |
| Я тебя отвоюю                          | Ирина Аллегрова / Дима Билан                             | Марина Цветаева            |
| Я тебя отпустила                       | Валерия                                                  | Римма Казакова             |
| Я тучи разведу руками                  | Ирина Аллегрова                                          | Илья Резник                |
| Я хочу быть                            | ANNA ASTI                                                | Вита Савицкая              |
| I Can’t Stay Away From You             | Александр Серов и Ирина Отиева                           | Владимир Матецкий          |
| Preghiera                              | Дмитрий Хворостовский                                    | Лилия Виноградова          |
| Trouver la Vie, l’Amour, le Sens       | Лара Фабиан                                              | Лара Фабиан                |